# SU Aurigae
SU Aurigae är en ensam stjärna i södra delen av stjärnbilden Kusken. Den har en skenbar magnitud av ca 9,30 och kräver åtminstone en stark handkikare eller ett mindre teleskop för att kunna observeras. Baserat på parallaxmätning inom Hipparcosuppdraget på ca 6,9 mas, beräknas den befinna sig på ett avstånd på ca 500 ljusår (ca 150 parsek) från solen. Den rör sig bort från solen med en heliocentrisk radialhastighet på ca 23 km/s. Stjärnan befinner sig i Taurus-Aurigaes i stjärnbildande region.

## Egenskaper
SU Aurigae är en gul till vit jättestjärna av spektralklass G2 IIIne, Den är dock bara cirka 4 miljoner år gammal, vilket är relativt ungt för en stjärna - unga protostjärnor som SU Aurigae är ljusstarka eftersom de är större och kondenserar inte till en normal storlek förrän de är äldre. Den har en massa som är ca 2 solmassor, en radie som är ca 2,6 solradier och har ca 6,3 gånger solens utstrålning av energi från dess fotosfär vid en effektiv temperatur av ca 5 600 K.

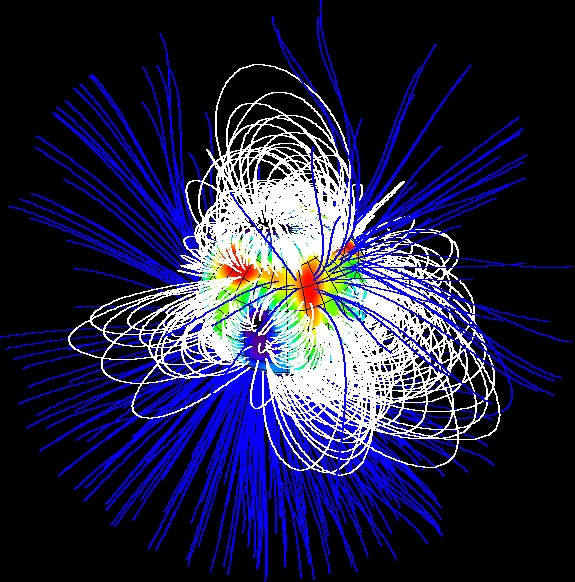
Diagram över SU Aurigaes magnetfält.

SU Aurigae är känd för att ha en omgivande protoplanetär skiva, vilket är typiskt för många T Tauri-stjärnor. SU Aurigaes skiva har en hög lutning på 62° och är nästan vinkelrät mot himmelsplanet, så omkretsande protoplaneter eller kometer kan vara orsaken till att mängden ljus som upptäcks minskar.

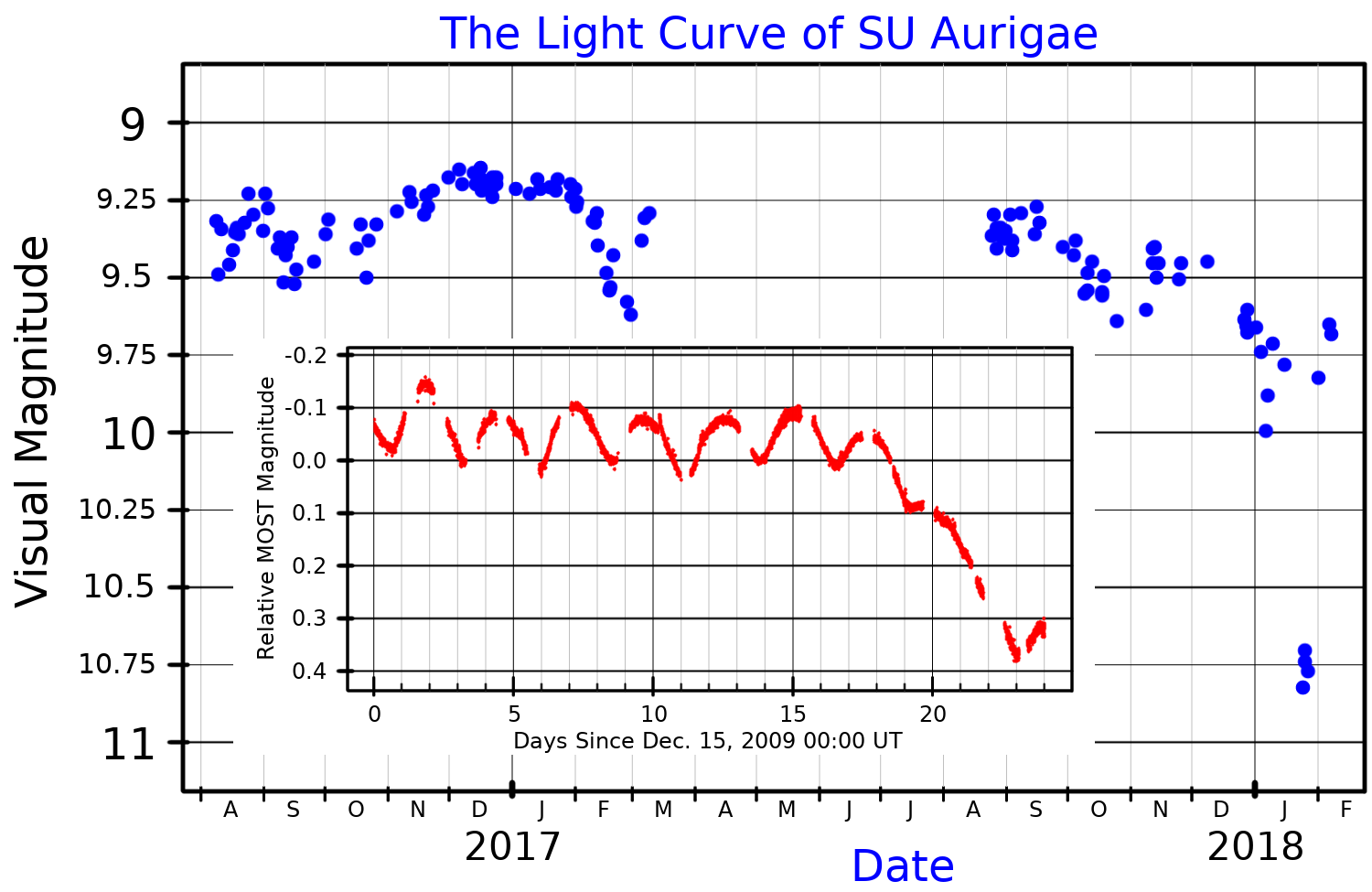
Ljuskurvor för SU Aurigae. Huvuddiagrammet visar den långsiktiga variabiliteten, och den infällda plotten visar den kortsiktiga variabiliteten uppmätt av MOST- sonden. Anpassad från Grankin et al. (2018) och Cody et al. (2013)

SU Aurigaes egenrörelse och avstånd liknar AB Aurigae, en mer känd stjärna före huvudserien, vilket betyder att de två kan bilda en mycket vid dubbelstjärna och om inte, ingår de fortfarande i samma stjärnförening.